# Burg Wildenstein (Presseck)
Die Burg Wildenstein, auch Schloss Wildenstein genannt, ist eine abgegangene Höhenburg auf dem Wildenstein-Felsen bei dem Gemeindeteil Wildenstein des Marktes Presseck im oberfränkischen Landkreis Kulmbach.

## Geschichte
Vermutlich wurde die Burg Wildenstein vor 1318 von den Herren von Wildenstein erbaut, worauf eine Lehenurkunde des Jahres 1318 hindeutet. Die Herrschaft der Wildensteiner, die stammes- und wappenverwandt mit den Familien von (der) Grün, von Berg, von Stein, von Sack und von Reitzenstein waren, umfasste neben Burg Wildenstein auch Presseck und Grafengehaig. Besitznachfolger waren die Voit von Rieneck. Vermutlich wurde das Schloss 1553 im Zweiten Markgrafenkrieg zerstört. Von der ehemaligen Burganlage sind Reste des Burggrabens erhalten. Der Burgfelsen gliedert sich in mehrere Plateaus.